# Meløya (Meløy)
 For alternative betydninger, se Meløya. (Se også artikler, som begynder med Meløya)
Meløy er en ø i Meløy kommune i Nordland fylke i Norge. Øen ligger sydvest for Ørnes. Meløy har et areal på 21,8 km², og højeste punkt på øen er Meløytinden på 582 moh. Øen havde 215 indbyggere pr. 1. januar 2017.
Øens navn har haft forskellige skriveformer gennem historien fra Miolø i 1350, Melløenn i 1570, Molløe i 1670 til Meløen i 1723. Navnet Meløy kommer formentlig af "mel", et ord som ofte bruges om fint sand. På Meløy er der netop sand som karakteriserer de lavere dele af øen. Navnet var oprindelignavnet på øen som så gav navnet til dens hovedgård, hvor kirken også blev rejst. Navnet blev derfra overført til at omfatte hele kommunen.
Meløy var tidligere administrationscentrum for Meløy kommune. Meløygården på Meløy var hovedsæde for adelsslægten Benkestok (ca. år 1500-1600). Kommunen købte gården i 1872, og havde sin administration her til 1952 da den blev flyttet til Ørnes.
På Meløy ligger Meløy kirke fra 1867. Øen har både færge- og hurtigbådsforbindelse.